# Sinocyclocheilus xunlensis
 Sinocyclocheilus xunlensis és una espècie de peix cipriniforme de la família dels ciprínids que es troba a la Xina.